# Edith Guillén
Edith Guillén (5 de março de 1985) é uma ciclista costa-riquenha. Competiu no Mundial UCI de Ciclismo de Estrada 2013, em Florença.